# Jan Peeters (1624-1678)
Pour les articles homonymes, voir Jan Peeters et Peeters.
Johannes (ou Jan) Peeters, né le 24 avril 1624 à Anvers – mort le 6 juin 1678 à Anvers) est un peintre flamand spécialisé dans la peinture des paysages marins et les œuvres dépeignant les naufrages ainsi que dans le dessin topographique. Beaucoup de ses dessins sont gravés par des graveurs et publiés par les imprimeurs anversois contemporains,.

## Biographie
Jan Peeters est né à Anvers, Pays-Bas espagnols en 1624 comme fils de Cornelis Peeters et Catharina van Eelen. Il est le frère des peintres Gillis Peeters I, Bonaventura I et Catharina. Il apprend la peinture avec ses frères Bonaventura et Gillis ainsi qu'avec Joannes Boots. Il devient membre de la guilde de Saint-Luc d'Anvers en 1645.

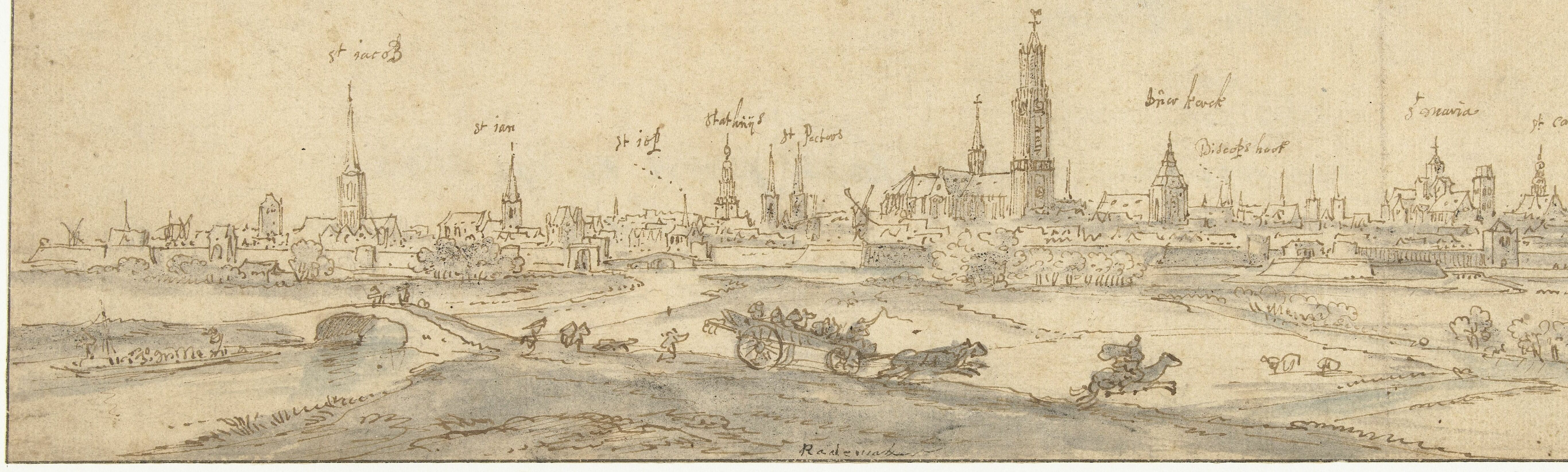
Vue sure Utrecht

En 1654, il épouse Catherine Buseliers. Ils ont deux enfants, Jan Frans, qui devient peintre, et Isabella.
En 1659, il voyage plusieurs mois dans les Provinces-Unies. En raison de ses nombreux dessins de lieux éloignés, on pense qu'il a voyagé en France, en Italie, en Libye, au Caire et à Jérusalem. Cependant, il est également possible que pour certains de ces dessins, il se soit appuyé sur les dessins d'autres artistes, comme son neveu Bonaventura II qui aurait été un marin marchand ainsi qu'un artiste.
Il est le maître de Adriaen van Bloemen. Il est mort à Anvers.

## Œuvre
Il se spécialise dans la peinture d'œuvres illustrant des naufrages de bateaux en période de tempête avec des nuages sombres. Ses sujets sont des scènes marines tranquilles aux décors méditerranéens. Certaines peintures représentent des batailles navales et des attaques navales contre des forteresses. Il a peint des mers agitées avec des naufrages et des navires naviguant dans des eaux calmes.
Il était doué dans la représentation des conditions atmosphériques, notamment les nuages. Il a également peint des vues de villes ainsi que quelques portraits. Il est probable que les paysages fantastiques avec architecture et personnages de la collection du Musée de l'Ermitage qui lui sont attribués soient en fait l'œuvre du peintre d'architecture flamand Jacob Balthasar Peeters.
Il est connu pour ses dessins de voyage qui furent gravés par plusieurs graveurs comme Wenceslas Hollar, Kaspar Merian, Gaspar Bouttats (en) ou Lucas Vorsterman II.

## Œuvres choisies

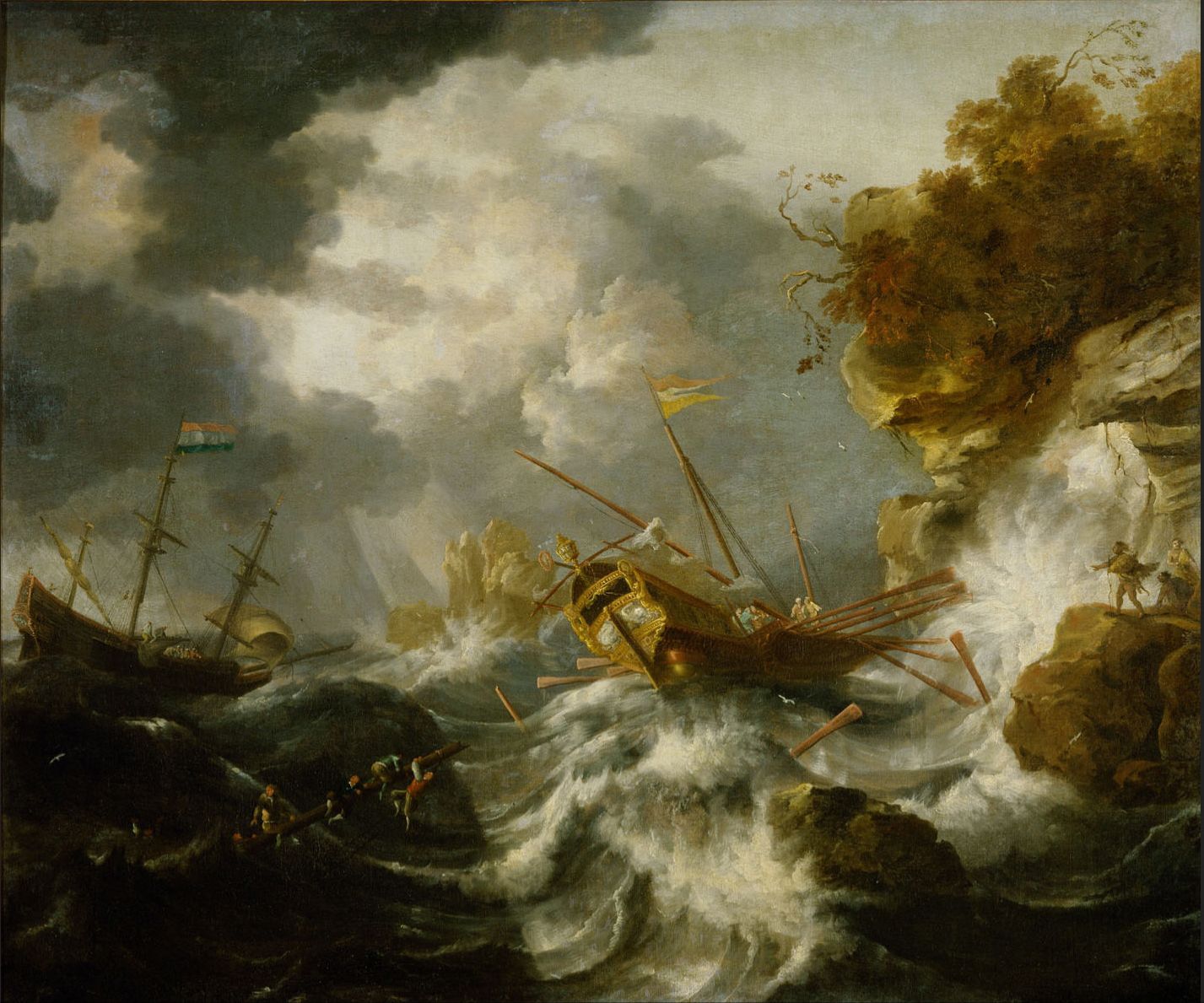
Bateaux en danger près de la côte.
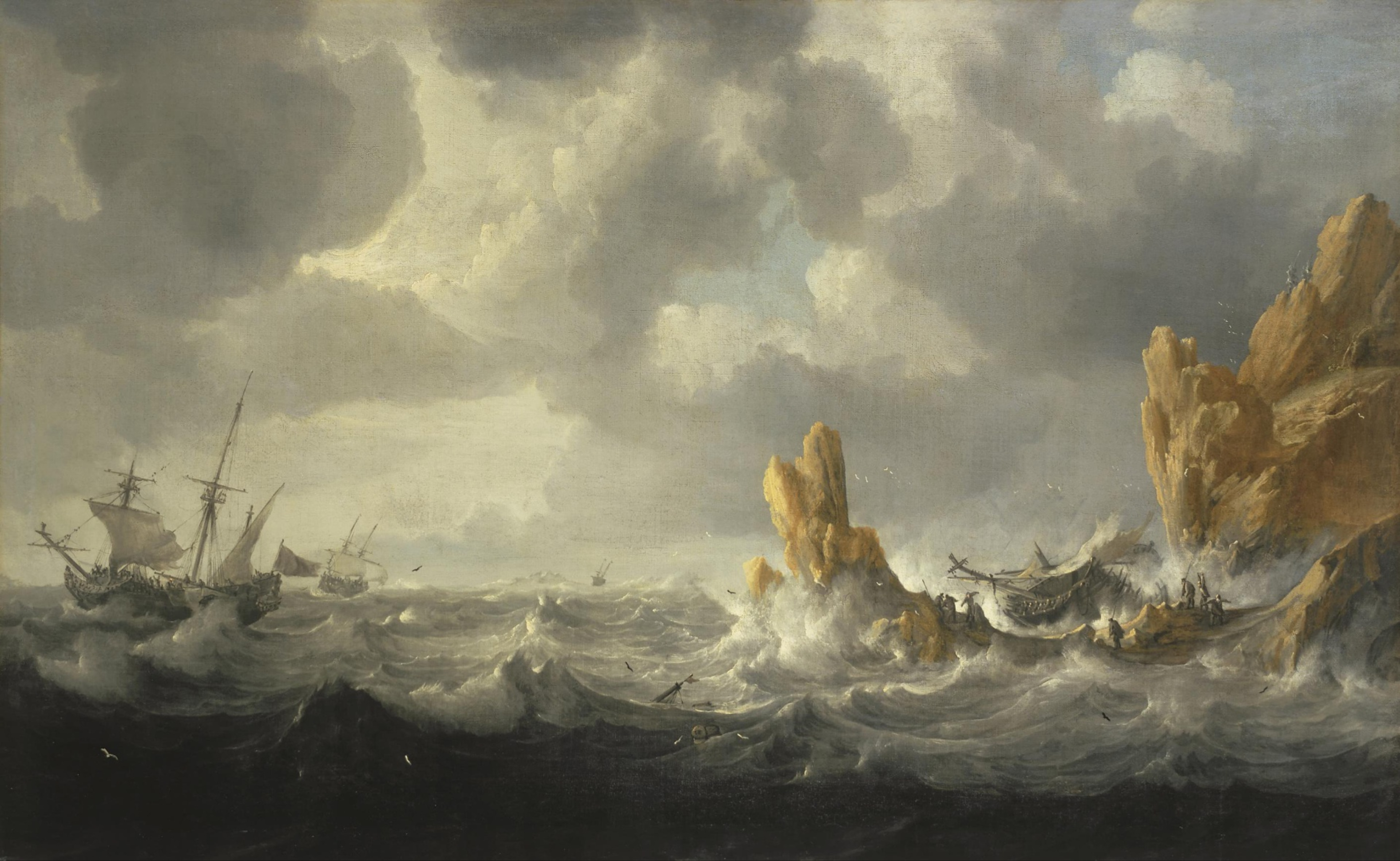
Mer orageuse.
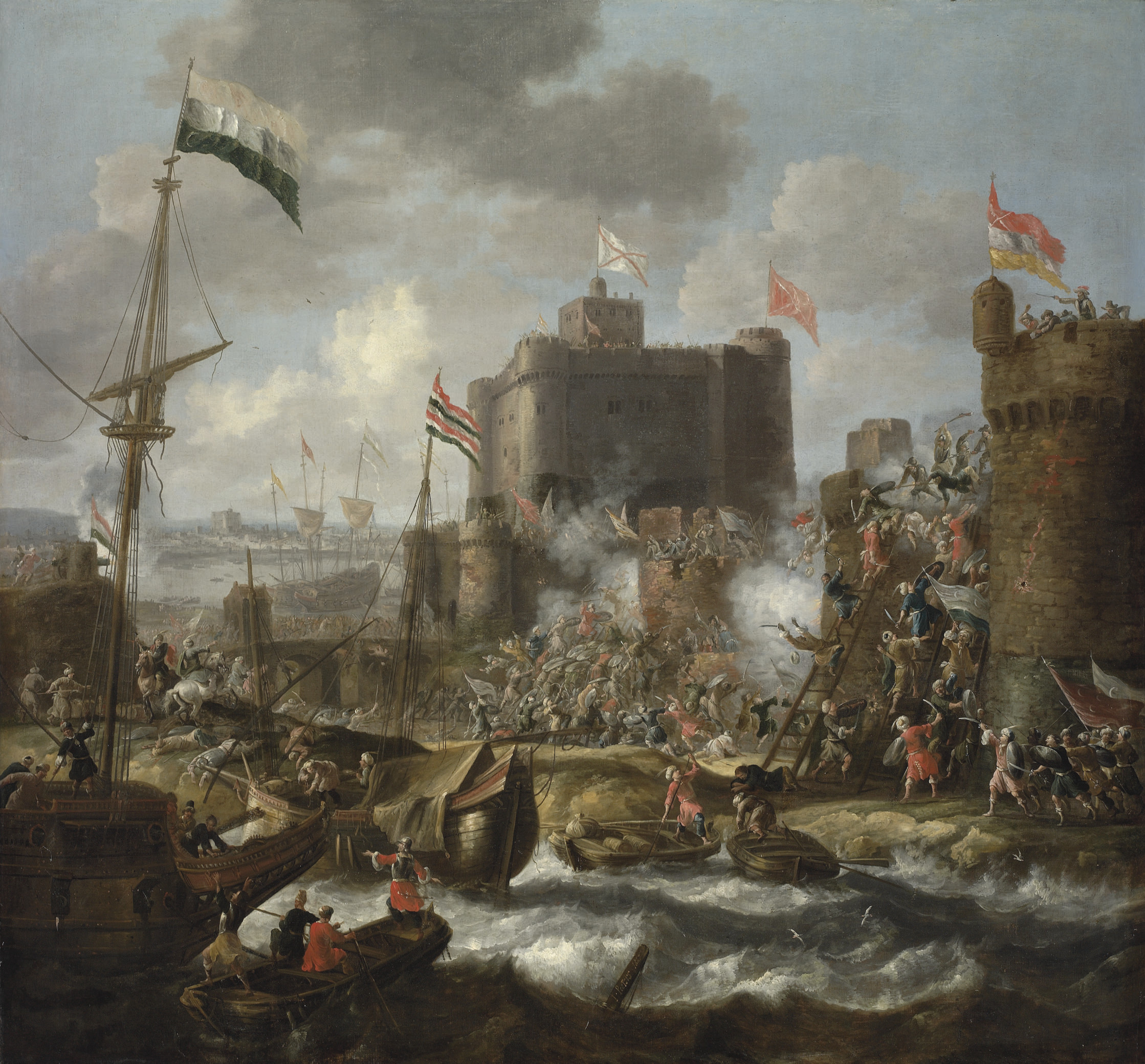
Attaque sur le port de Candie par les ottomans.
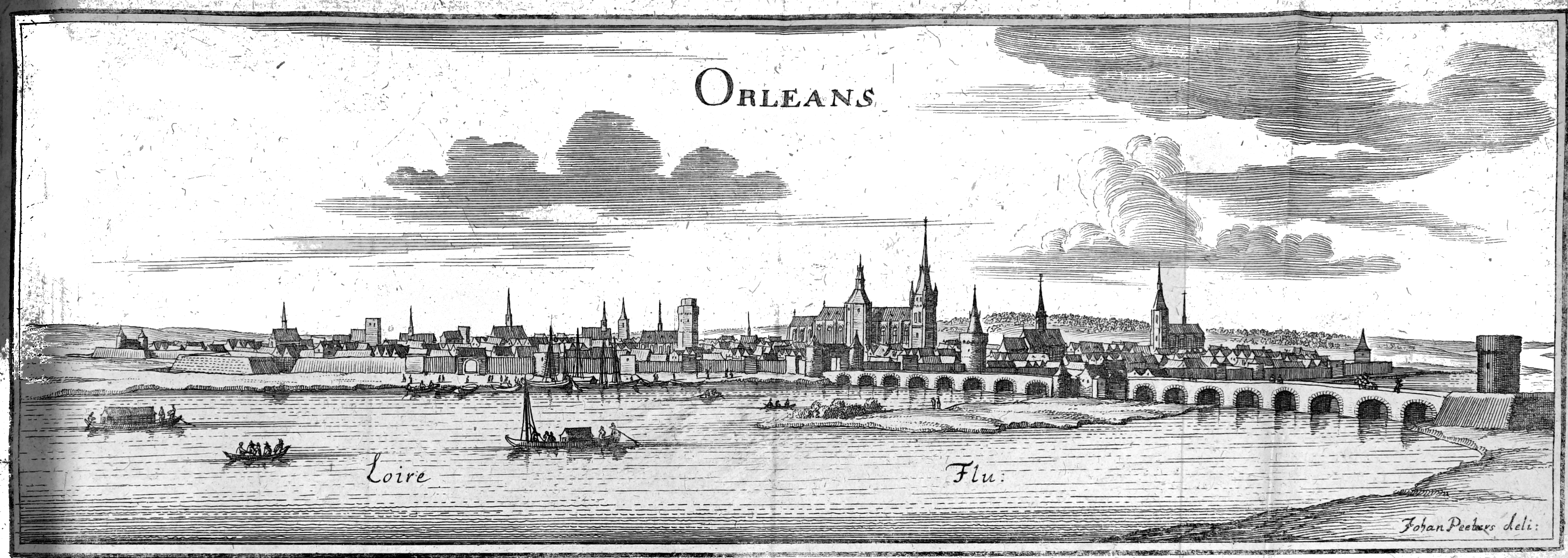
Orléans, empreinte, 1660.